# Buluh Duri
Buluh Duri is een bestuurslaag in het regentschap Serdang Bedagai van de provincie Noord-Sumatra, Indonesië. Buluh Duri telt 2999 inwoners (volkstelling 2010).